# Крістін Аталбйорг Арнадоттір
Крістін Аталбйорг Арнадоттір (ісл. Kristín A. Árnadóttir, нар. 18 березня 1957) — ісландська дипломатка. Надзвичайний і Повноважний Посол Ісландії у Фінляндії та в Україні, Естонії, Латвії, Литві за сумісництвом.

## Життєпис
Народилася 18 березня 1957 року. Здобула ступінь магістра в галузі державного управління та управління в Сірак'юському університеті.
З 1994 року працювала помічницею мера Рейк'явіка. 29 грудня 2000 року за одностайним рішенням чотирьох членів міської ради була призначена директоркою з розвитку та інформації (2001—2005 роки), а потім продовжила свою роботу в офісі мера.
У липні 2007 року була менеджеркою проєкту заявки Ісландії на вступ до Ради Безпеки ООН, який був на голосуванні у жовтні 2008 року. Одразу після голосування в ООН Арнадоттір посіла посаду посла для знову об'єднаних офісів міністра і державного секретаря в міністерстві закордонних справ Ісландії в листопаді 2008 року. Через рік стала послом Ісландії в Китаї, де змінила на цій посаді Гуннара Сноррі Гуннарссона.
У 2010—2013 роках була послом у Китай (і за сумісництвом в Австралії, Камбоджі, Лаосі, Монголії, Новій Зеландії, Північній Кореї, Південній Кореї, Таїланді і В'єтнамі).
11 січня 2010 року вручила вірчі грамоти голові КНР Ху Цзіньтао, 9 грудня 2010 року — президенту В'єтнаму Нгуєн Мінь Чієт.
У 1995—2006 роках — віцепрезидентка організації Європейські міста проти наркотиків (ECAD).